# Dystrykt Tororo
Dystrykt Tororo – dystrykt we wschodniej Ugandzie, którego siedzibą administracyjną jest miasto Tororo. W 2014 roku liczy ponad 517 tys. mieszkańców.
Dystrykt Tororo graniczy z Kenią na wschodzie, oraz z następującymi dystryktami: na północy z Mbale, na północnym wschodzie z Manafwa, na południu z Busią, na południowym zachodzie z Bugiri i na północnym zachodzie z Butaleją.